# نیو نورفولک
نیو نورفولک (به انگلیسی: New Norfolk) یک شهرک در استرالیا است که در تاسمانی واقع شده‌است.